# Cabriolet (vêtement)
Pour les articles homonymes, voir Cabriolet.
 (juillet 2009).
Si vous disposez d'ouvrages ou d'articles de référence ou si vous connaissez des sites web de qualité traitant du thème abordé ici, merci de compléter l'article en donnant les références utiles à sa vérifiabilité et en les liant à la section « Notes et références ».
Le cabriolet est une coiffe constituée d'un large capuchon enveloppant, réalisé en soie, reposant sur des arceaux en rotin qui lui assurent un maintien haut. 
Il était très en vogue entre la fin du XVIIIe siècle et le début du XIXe siècle.